# Bzenec (nádraží)
Bzenec je železniční stanice, která se nachází jižně od centra města Bzenec v okrese Hodonín. Stanice leží v km 77,694 dvoukolejné železniční trati Brno – Veselí nad Moravou mezi stanicemi Veselí nad Moravou a Vlkoš. V Bzenci z této tratě odbočuje krátká trať do Moravského Písku.

## Historie
Železnice byla na tehdejší území Bzence dovedena už 1. května 1841, kdy Severní dráha císaře Ferdinanda (KFNB) zprovoznila úsek mezi stanicemi Rohatec a Bzenec, což je však pozdější nádraží Moravský Písek. Železnici blíže k centru Bzence nechal vybudovat později baron Oskar Lazarini. Jednalo se o lokální trať Bzenec (tj. Moravský Písek) - Kyjov, která byla slavnostně otevřena 20. července 1884. Současně bylo otevřeno i nádraží ve městě, které se – pro odlišení od stanice na hlavní trati KFNB – jmenovalo Bisenz Stadt (tedy Bzenec město). 1. června 1887 se stanice stala odbočnou, neboť byla zprovozněna trať ze Bzence města do Kunovic. Tratě do Bzence (Moravského Písku) a Kunovic se však nedělily přímo v Bzenci, ale ze stanice vedla jedna kolej východním směrem a až v prostoru pozdější zastávky Bzenec-Olšovec byla odbočka, kde se trať dělila na oba směry.
15. prosince 1932 byla zprovozněna vlečka, která vedla do rafinerie lihu (pozdější Benzina) a uhelných skladů. V roce 1936 došlo k přejmenování stanice Bzenec na stanici Moravský Písek. Zároveň se změnil název stanice Bzenec město na Bzenec. Až 13. května 1938 byla zprovozněna samostatná kolej z Bzence do Moravského Písku, zanikla tak odbočka v Olšovci. V období mezi světovými válkami a během 2. světové války byly postupně zdvoukolejněny úseky z Bzence do Kyjova i Veselí nad Moravou. Dvoukolejný provoz v úseku Bzenec – Veselí nad Moravou byl zahájen 28. října 1938. Dvě koleje v úseku Bzenec – Vlkoš Kelčany (tj. pozdější stanice Vlkoš) byly dány do provozu 14. května 1939. Na konci 2. světové války byla dopravní služba ve stanici ukončena 14. dubna 1945 v 16 hodin 15 minut. Tehdy stanici Bzenec ve směru do Moravského Písku opustil poslední vlak s německými orgány. Po opravě poškozeného svršku a spodku byl 12. května 1945 obnoven železniční provoz na trati Brno – Veselí nad Moravou. Zpočátku byl řízen ruskými výpravčími, 18. května 1945 začali provoz zajišťovat zaměstnanci ČSD.
V rámci připravované rekonstrukce traťového úseku Kyjov – Veselí nad Moravou, která se očekává v letech 2023–2025, dojde k celkové přestavbě nádraží, kde vzniknou dvě nová nástupiště, jedno ostrovní a druhé vnější s jazykovou částí. V Bzenci by pak ještě měla vzniknout zastávka Bzenec střed, která se bude nacházet mezi nádražím a zastávkou Bzenec-Olšovec.

## Popis stanice

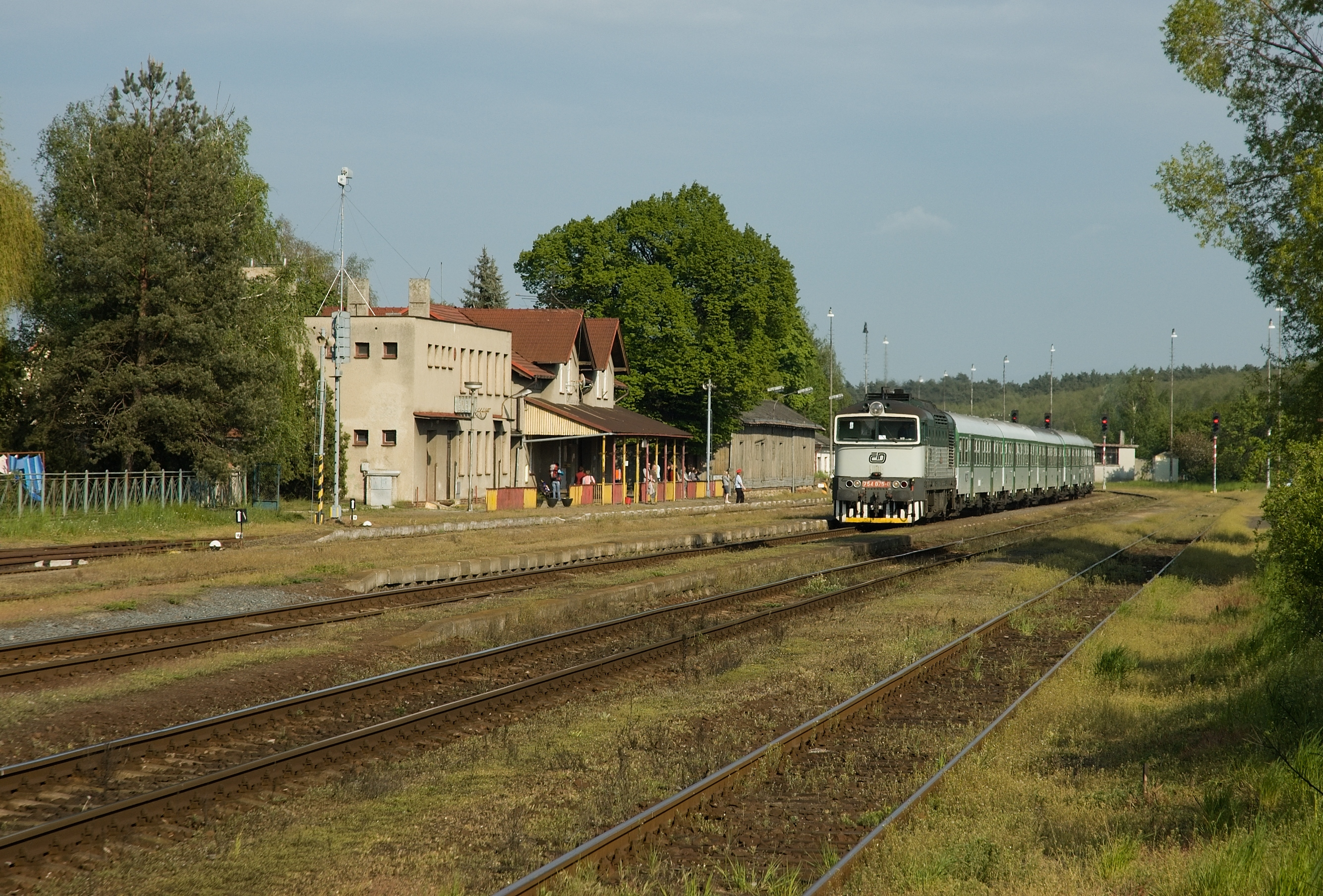
Východní část stanice, vlevo výpravní budova, v pozadí za vlakem odjezdová návěstidla ve směru na Veselí n. M. a M. Písek

Stanice je vybavena elektromechanickým zabezpečovacím zařízením s řídicím přístrojem, který je umístěn v dopravní kanceláři ve výpravní budově a závislými výhybkářskými přístroji na stavědlech St 1 na veselském a St 2 na vlkošském zhlaví. Všechna návěstidla jsou světelná, výhybky jsou přestavovány pákami pomocí drátovodů, případně ručně. Ve stanici je celkem šest dopravních kolejí, přímo u budovy je kolej č. 8, následují koleje č. 6, 4, 2, 1 a 3. Poslední je pak kusá manipulační kolej č. 5, která je napojena do veselského zhlaví. Vpravo od budovy je ještě manipulační kolej č. 10, ze které na vlkošském zhlaví odbočuje zrušená vlečka.
Kolej č. 8 přímo u budovy nemá nástupiště, u dalších čtyřech kolejí leží vnější jednostranná nástupiště: č. 1 u koleje č. 6 s délkou 125 m, č. 
2 u koleje č. 4 s délkou 201 m, č. 3 u koleje č. 2 s délkou 277 m a č. 4 u koleje č. 1 s délkou 280 m. U všech nástupišť je výška nástupní hrany nad temenem kolejnice 200 mm. Pro příchod na nástupiště slouží úrovňové přechody.
Stanice je kryta z dvoukolejných návazných traťových úseků vjezdovými návěstidly 1L a 2L (od Veselí nad Moravou) v km 78,356, z opačného směru pak 1S a 2S v km 76,738. Vjezdové návěstidlo od Moravského Písku je označeno PL a nachází se rovněž v km 78,356.
Jízdy vlaků v traťovém úseku do Veselí nad Moravou jsou v obou kolejích zabezpečeny obousměrným automatickým hradlem AH-88SB s počítači náprav bez návěstního bodu. Ještě v roce 2004 byl v tomto úseku jednosměrný reléový poloautomatický blok. Z/do Vlkoše se jízdy vlaky zajišťují v obou kolejích jednosměrným hradlovým poloautomatickým blokem. Na jednokolejce Bzenec – Moravský Písek je pak instalováno automatické hradlo AH 88 s kolejovými obvody bez návěstního bodu.
Přímo ve stanici se nacházejí dva železniční přejezdy. Na veselském zhlaví je přejezd P7942 (místní komunikace z města do průmyslové zóny), který je vybaven světelným přejezdovým zabezpečovacím zařízením bez závor. Do 28. ledna 2005 byl tento přejezd vybaven mechanickými závorami. Na vlkošském záhlaví je přejezd P7941 (účelová komunikace z ulice Úkolky do polí), který je vybaven mechanickými závorami, které jsou trvale uzavřeny, na požádání je otevře signalista z St 2.